# Nómadas
Nómadas (en anglès Nomads) és una pel·lícula mexicana-estatunidenca dirigida per Ricardo Benet i protagonitzada per Lucy Liu. Fou projectada per primer cop al Festival Internacional de Cinema de Morelia el 18 d'octubre de 2010. La seva estrena a Nova York era prevista pel 22 de gener de 2011.

## Sinopsi
Susan és una cineasta novaioarquesa que treballa en un documental sobre suïcides al metro de la Ciutat de Mèxic. Mentre l'edita a Nova York coneix Roberto, un immigrant il·legal mexicà que treballa netejant vidres als gratacels amb el seu paisà Romualdo i l'africà Phil. Quan un dia desapareix Susan, Roberto no deixa de buscar-la fins que la troba allí on menys s'espera.

## Repartiment
- Lucy Liu - Susan
- Tamlyn Tomita
- Agim Kaba
- John Cothran, Jr. - Phil
- Tenoch Huerta - Roberto
- Dagoberto Gama - Romualdo
- Michael Den Dekker

## Producció
La pel·lícula fou rodada a l'hivern de 2009 a Nova York i durant una setmana al Districte Federal amb Tenoch Horta i Lucy Liu, i hi va guanyar un dels suports que atorga l'Estímul Fiscal a Projectes d'Inversió en la Producció Cinematogràfica Nacional per a obra realitzada quant a la seva promoció i exhibició. Gràcies a això es va poder estrenar-se el maig de 2013 a la Ciutat de Mèxic en set sales, i posteriorment es va incloure en el programa de la Cineteca Nacional

## Reconeixements
En la LVI edició dels Premis Ariel Dagoberto Gama fou nominat a la millor coactuació masculina.